# August Stöhr
August Stöhr (* 15. April 1843 in Würzburg; † 3. Oktober 1890 ebenda) war ein deutscher Mediziner, Hochschullehrer für Innere Medizin, praktischer Arzt und Mitglied des Deutschen Reichstags.

## Leben
Stöhr besuchte das Gymnasium in Würzburg und die Universitäten Würzburg und Wien. 1860 absolvierte er das Gymnasium, betrieb auf der Universität naturwissenschaftliche und medizinische Studien und promovierte 1865 aus der Philosophie. 1866 bestand er das medizinische Staatsexamen in München und promovierte aus der Medizin.
Stöhr war von 1865 bis 1871 (erster) klinischer Assistent im Juliusspital unter von Bamberger und habilitierte sich in der Medizinischen Fakultät der Universität Würzburg mit der Schrift Beiträge zur Lehre von der Revulsion für Innere Medizin. In der Folge war er als akademischer Lehrer (Privatdozent für spezielle Pathologie und Therapie und gelegentlich Vertreter von Heinrich von Bamberger), später als praktischer Arzt in Würzburg tätig und veröffentlichte 1878 sein mehrfach aufgelegtes Handbuch der Pastoralmedizin mit besonderer Berücksichtigung der Hygiene.
Von Februar 1890 bis zu seinem Tode war er Mitglied des Deutschen Reichstags als Abgeordneter für den Wahlkreis Unterfranken 6 (Würzburg) und die Deutsche Zentrumspartei.

## Schriften
- Bericht über 120 Fälle von Abdominaltyphus im königl. Julius-Hospitale zu Würzburg nach Brand’s Methode behandelt. In: Verhandlungen der Physikalisch-Medizinischen Gesellschaft zu Würzburg. Neue Folge, Band 1, 1868, S. 210–231.